# Mecyclothorax ehu
Mecyclothorax ehu (лат.) — вид жуков-жужелиц рода Mecyclothorax из подсемейства Псидрины.

## Распространение
Встречаются на острове Таити, Французская Полинезия.

## Описание
Мелкие жужелицы, длина около 5 мм. Отличаются задними углами переднеспинки (тупые, зубчатые); латеральный край переднеспинки субпараллелен на очень коротком расстоянии вне суставной впадины базальной щетинки; борозды надкрылий умеренно мелкие, точечные, но промежутки лишь слегка выпуклые. Окраска головы рыжая; антенномеры 1 жёлтые, 2–3 рыжевато-желтые, 4–11 рыжевато-бурые; диск переднеспинки рыжевато-коричневый, края узко светлее, рыжеватые; диск надкрылий рыжий с серебристым отблеском, пришовный промежуток узко светлее у щитика, на вершине рыжевато-желтый; латеральное краевое вдавление надкрылий одноцветное на плечах, контрастно рыжевато-желтое перед субапикальным изгибом; бёдра рыжевато-желтые, голени рыжевато-желтые с бурым оттенком.

## Таксономия и этимология
Вид был впервые описан в 2013 году американским колеоптерологом James Kenneth Liebherr (Cornell University, Итака, США). Видовой эпитет ehu означает «красный» на таитянском языке, что соответствует окраске этого вида.